# Burak Özsoy
Burak Özsoy (* 30. Juli 1994 in Beykoz) ist ein türkischer Fußballspieler.

## Karriere
Özsoy kam im Istanbuler Stadtteil Beykoz auf die Welt und begann 2008 in der Nachwuchsabteilung von İstanbul Gençlerbirliği mit dem Vereinsfußball. Nach einem Jahr heuerte erst in der Nachwuchsabteilung von Kasımpaşa Istanbul an und wechselte 2011 in die Nachwuchsabteilung vom nordtürkischen Erstligisten Orduspor. 
Im Sommer 2013 wurde er bei Orduspor mit einem Profivertrag ausgestattet, spielte zunächst aber für die Reservemannschaft des Vereins. Sein Ligadebüt für die erste Mannschaft gab er am ersten Spieltag der Saison 2014/15 gegen Kayserispor, das Spiel verlor Orduspor mit 0:1.
Seinen ersten Sieg mit Ordu feierte er am 20. Spieltag bei einem überraschenden 2:1-Auswärtssieg gegen das favorisierte Antalyaspor. In der 52. Minute erzielte den 1:1-Ausgleich, welches gleichzeitig sein erstes Tor als Profifußballer ist.